# Болеслав II Лисий
Болеслав II Лисий (пол. Bolesław II Łysy; 1220/1225 — 26 грудня/31 грудня 1278) — верховний князь Польщі у 1241 році та князь Великої Польщі у 1241—1247 роках, герцог Сілезії у 1241—1248 роках. Також відомий як «Болеслав Рогатка» і «Болеслав Примхливий».

## Життєпис

### Боротьба за Краків
Походив з династії Сілезьких П'ястів. Син Генріка II, верховного князя Польщі, та Ганни Пржемисловни. Здобув класичну освіту.
У 1241 році після смерті батька перебрав владу над Сілезією та став верховним князем Польщі, посівши у Кракові. В управлінні йому допомагала мати. Незважаючи на те, що татаро-монголи, розбивши сплюндрувавши Сілезію, залишили межі Польщі, ситуація для Болеслава II була важкою. У липні в Малій Польщі з'явився претендент на краківський престол Конрад Мазовецький. Малопольська шляхта під проводом краківського воєводи Клімента Рущи були готові чинити опір мазовшанами, але Болеслав II своєю бездіяльністю розчарував їх, і вони швидко знайшли нового князя, сина Лешека Білого — Болеслава V Сором'язливого.

### Велика Польща
Водночас володіння Болеслава II Лисого було атаковано Болеслава Побожного, який намагався повернути спадок батька — Владислава Одонича. До 1247 році Болеслав II зрозумів, що боротьбу за Велику Польщу внаслідок зради місцевої шляхти він програв і відмовився від усіх претензій на тамтешні землі.

### Сілезькі справи
У 1242 році після смерті свого брата Мешко, Болеслав II забрав його володіння (Лебуське князівство), не бажаючи ділитися з іншими братами — Генріхом та Конрадом (останній перебував за кордоном). Подорослішавши, брати (насамперед Генріх) стали висувати вимоги на надання їм власних частин. Того ж року одружився з предстаницею роду ландграфів Тюрингії.
У 1247 році під тиском вроцлавського єпископа Томаша, Болеслав II визнав брата Генріха III Білого співправителем, але співпраця їх не склалося, і 1248 року їм довелося розділити князівство. Болеслав Лисий як старший отримав можливість першочергового вибору спадку і взяв Легницу, оскільки там незадовго до цього в річках Качава і Вежбяк було виявлено золото.
Йому вдалося досягти домовленості з архієпископом Магдебурга стосовно надання війська в обмін на поступку половини Любуської землі. У 1249 році в Сілезію повернувся його брат Конрад II, який навчався в Парижі. Болеслав II безуспішно намагався переконати його прийняти духовний сан і відмовитися від частки у спадщині. Відповівши відмовою, Конрад втік до Великої Польщі, уклавши союз з тамтешнім князем Пшемислом I. Війська цих союзників пішли у наступ проти Болеслава Лисого, який зазнав важкої поразки, внаслідок чого погодився виділити Конраду Глогувське князівство. Після цього під владою Болеслава II залишилося маленьке Легніцьке князівство. Надалі Болеславу II вдалося налагодити відносини з Генріхом III, але з Конрадом він продовжував ворогувати. У 1253 році зазнав поразки й втратив свої володіння, проте того ж року за допомогою Генріха III повернув все.
Водночас тривала боротьба проти сілезького духівництва (з перервами з часів Генріка I Бородатого), на чолі якого стояв єпископ Томаш I з роду Равич. У 1257 році Болеслав II наказав заарештувати єпископа, що викликало спротив духівництва, які закликали до походу проти Болеслава Лисого. Того ж року Конраду навіть вдалося викрасти Болеслава і протримати в полоні кілька місяців. Болеслав II був змушений звільнити єпископа, заплатити величезний штраф і публічно покаятися біля Вроцлавського собору. У 1259 році померла його перша дружина.
У 1261 році одружився з донькою герцога Померанії, намагаючись отримати підтримку проти Великої Польщі. Того ж року завершив конфлікт з єпископом Томашом I, яким підтвердив права церкви на непідвладність церковного майна світській владі.
До 1270-х років Болеслав II майже остаточно відійшов від справ. Втім у 1270 році завів коханку Софію фон Дірн. У 1275 році анульовано другий шлюб. У 1277 році втретє одружився зі своєю коханкою.
У 1273 році він надав синові Генріху Гладкому на спадок Яворське князівство. Але 1277 року Болеслав Лисий уклав союз з Рудольфом I, королем Німеччини, якому був потрібен союзник в боротьбі з іншими П'ястами і Пржемислом Отакаром II, королем Богемії. Болеслав II захопив в полон небожа Генріха IV Праведний, який також був союзником Пржемисла Отакара II. Тоді проти Болеслава II виступили війська на чолі із Пржемислом Отакаром II, Генріхом III Білим і Пшемислом II. Болеслав передав своє військо під командування сина Генріха. Незважаючи на чисельну перевагу війська коаліції, він розбив його в Столецькій битві. Генріх IV Праведний був змушений поступитися Болеславу II третину своїх земель в обмін на свободу.
Незабаром після цього успіху Болеслав помер (у грудні 1278 року) і був похований в домініканському монастирі в Легниці. Три сини розділили його землі між собою, ще більш посиливши роздробленість Сілезії.

## Родина
1. Дружина — Ядвіга, донька Генріха I, графа Ангальта
Діти:
- Агнес (1243/1250—1265), дружина Ульріха I, графа Вюртемберга
- Генріх (1248—1296), князь Легніцький
- Ядвіга (1250/1255—1280), дружина Конрада II Мазовецького
- Болко (1252/1256—1301), князь Яворський і Свидніцький
- Конрад (помер дитиною)
- Елізабет (1259-після 1268), дружина Людвига фон Хакеборна
- Ганна (1255—1270), аббатиса монастиря в Требніці
- Бернард (1253/57 — 25 квітня 1286)

2. Дружина — Єфімія, донька Самбора II, герцога Померанії
Діти:
- Катарина (д/н-1286)

3. Дружина — Софія, донька Конрада фон Дірна
Діти:
- Ярослав